# Jean-Louis Boyer
Pour les articles homonymes, voir Boyer.
Jean-Louis Boyer, né à Béziers (paroisse Saint-Félix) le 24 mars 1781 et mort à Prats de Molló le 15 juin 1848, est un militaire français.
Il participe à presque toutes les guerres napoléoniennes, de la campagne d'Égypte en 1798 à la campagne de France en 1814.
Sous Louis-Philippe, il commande la forteresse de Fort Lagarde, sur la frontière des Pyrénées, de 1830 à 1848.

## États de service
États de service validés à Orléans le 1er juin 1814 :
- 1er floréal an VI (20 avril 1798) : ce jeune fils de négociants biterrois s'engage à l'âge de 17 ans dans le 32e régiment de ligne ; participe aux quatre batailles de la campagne d'Égypte :
  - en 1798, la bataille des Pyramides ;
  - en 1799, la campagne de Syrie  et la bataille d'Aboukir ;
  - en 1800, la bataille d'Héliopolis ;
  - en 1801, la bataille d'Alexandrie.
- 1801 : embarque vers le 26/29 septembre dans le vieux port d'Alexandrie sur le navire britannique Singleton (commandé par le capitaine Robert Arpert et son second Senderson), débarque à Toulon vers le 21 novembre
- 10 ventôse an XII (1er mars 1804) : il entre dans la Garde impériale comme grenadier ; il est affecté à l'armée des côtes de l'Océan.
- 1805 : armée d'Allemagne :
  - 20 octobre : bataille d'Ulm
  - 2 décembre : bataille d'Austerlitz
- 17 janvier 1807 : nommé caporal
- 11 mars 1808 : nommé sergent
- novembre 1808 : guerre d'Espagne
- 1809 : guerre en Allemagne.
- 1812 : campagne de Russie
- 8 avril 1813 : devient officier, nommé lieutenant en deuxième dans le 1er régiment de grenadiers.
- 3 juin 1813 : nommé capitaine au 2e régiment de tirailleurs
- 27 août 1813 : bataille de Dresde
- 18 octobre 1813 : bataille de Leipzig ou bataille des Nations
- janvier à mars 1814 : campagne de France
- 4 janvier 1815 : mis à la retraite par la Restauration
- 24 septembre 1830 : reprend du service sous la Monarchie de Juillet, il est nommé par ordonnance royale au commandement de Prats de Molló et Fort Lagarde
- 15 juin 1848 : meurt à son poste, à l'âge de 67 ans.

## Blessures
- 18 octobre 1813 : à la bataille de Leipzig ou bataille des Nations, il est blessé d'un coup de feu qui lui traverse le corps[2].

## Décorations
- Chevalier de la Légion d'honneur[3] : 23 décembre 1810